# Roel de Wit
Roelof Josephus (Roel) de Wit (Amsterdam, 31 maart 1927 – Haarlem, 3 juni 2012) was een Nederlandse natuurbeschermer en politicus voor de PvdA in de provincie Noord-Holland.
De Wit behaalde het diploma hbs-b aan de Eerste vijfjarige H.B.S. te Amsterdam, was lid van de NJN en studeerde biologie aan de Gemeentelijke Universiteit te Amsterdam.
Vanaf 1949 werkte hij voor de Contact-Commissie voor Natuur- en Landschapsbescherming, van 1954 tot 1965 als secretaris. Hij gaf deze commissie een ander aanzien door zich publiekelijk zeer kritisch uit te laten over de landbouwsector als belangrijke schuldige van de aantasting van natuur en landschap. Tussen 1966 en 1974 was hij vicevoorzitter, respectievelijk voorzitter van deze commissie. Ook bij andere natuurorganisaties bekleedde hij (tot aan 2001) bestuursfuncties, zoals bij het Noordhollands Landschap, het Goois Natuurreservaat, Natuurmonumenten en het Nationaal Park Zuid-Kennemerland.
In 1946 werd hij lid van de PvdA. In 1958 werd hij lid van Provinciale Staten van Noord-Holland, in 1962 lid van de gemeenteraad van Amsterdam en van 1965 tot 1970 was hij wethouder van de gemeente Amsterdam voor publieke werken, stadsontwikkeling en agglomeratiezaken. In die functie werkte hij aan de bouw van de Bijlmermeer en de aanleg van de metro.
Van 1970 tot 1976 was hij burgemeester van de gemeente Alkmaar en van 1976 tot 1992 commissaris van de Koningin in de provincie Noord-Holland. Daarbij behield hij een aantal nevenfuncties op het gebied van natuurbescherming en ruimtelijke ordening. In 1992 ontving hij de Hudig-penning. 
- Biografisch Portaal: 48572945
- Gemeinsame Normdatei: 172455170
- International Standard Name Identifier: 0000 0000 4137 3816
- Library of Congress Control Number: no94009110
- Nederlandse Thesaurus van Auteursnamen: 073488496
- Parlement.com: vg09llz91jzm
- Virtual International Authority File: 51264486
- WorldCat: E39PBJptWm89yjQp7Pckq8tVG3